# Монклар-де-Комменж
Монкла́р-де-Комме́нж (фр. Montclar-de-Comminges, окс. Montclar de Comenge) — коммуна во Франции, находится в регионе Юг — Пиренеи. Департамент — Верхняя Гаронна. Входит в состав кантона Казер. Округ коммуны — Мюре.
Код INSEE коммуны — 31367.

## География

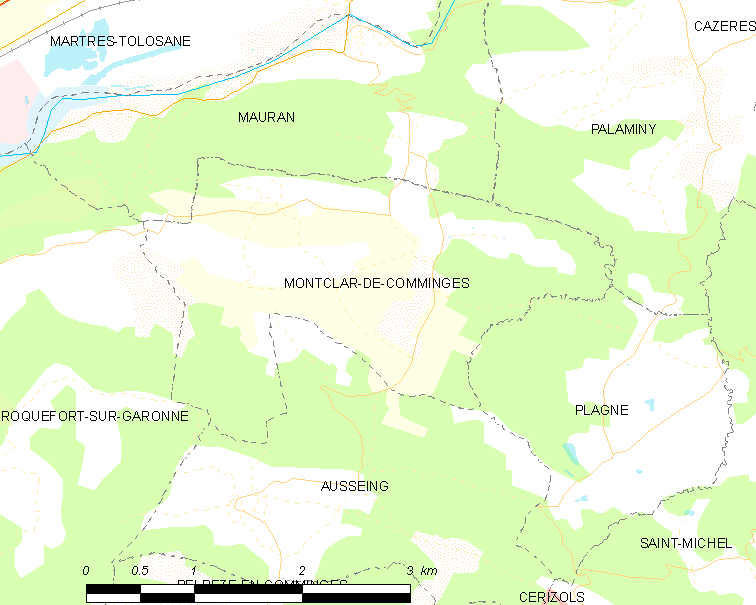
Карта коммуны

Коммуна расположена приблизительно в 640 км к югу от Парижа, в 60 км к юго-западу от Тулузы.

## Климат
Климат умеренно-океанический. Зима мягкая и снежная, весна характеризуется сильными дождями и грозами, лето сухое и жаркое, осень солнечная. Преобладают сильные юго-восточные и северо-западные ветры.

## Население
Население коммуны на 2010 год составляло 75 человек.
| 1962 | 1968 | 1975 | 1982 | 1990 | 1999 | 2010 |
| ---- | ---- | ---- | ---- | ---- | ---- | ---- |
| 116  | 104  | 89   | 77   | 70   | 69   | 75   |

## Экономика
В 2010 году среди 43 человек трудоспособного возраста (15—64 лет) 37 были экономически активными, 6 — неактивными (показатель активности — 86,0 %, в 1999 году было 71,1 %). Из 37 активных жителей работали 33 человека (19 мужчин и 14 женщин), безработных было 4 (2 мужчин и 2 женщины). Среди 6 неактивных 1 человек был учеником или студентом, 1 — пенсионером, 4 были неактивными по другим причинам.